# Bård Hoksrud
Bård André Hoksrud, født 26. marts 1973 i Porsgrunn, er en norsk politiker (Fremskrittspartiet). Han har været Parlamentsmedlem i  Telemark siden 2005 og var minister for landbrug og fødevarer i Regeringen Solberg fra august 2018 til januar 2019. På Stortinget sad han i de to første perioder i Stortingets Transport- og Kommunikationsudvalg. Fra 16. oktober 2013 til 5. juni 2015 var han statssekretær for  Transportminister Ketil Solvik-Olsen i Regeringen Solberg. Tilbage i Stortinget i 2015 blev han medlem af Stortingets Sundheds- og Plejeudvalg.